# Conselho local (Israel)
O conselho local (Hebraico: מועצה מקומית‎, Mo'atza Mekomit) é um tipo de Administração territorial de Israel, similar a uma cidade, em estrutura e modo de vida, porém  não alcançou ainda a condição administrativa de "cidade", para a qual é necessário cumprir determinados requisitos como, por exemplo, um número mínimo de habitantes. Em geral, os conselhos locais administram populações entre 2.000 e 20.000 habitantes. Atualmente, existem em Israel 141 conselhos locais. 
O Ministério do interior reconhece três tipos de administração local: Cidade, Conselho local e Conselho regional. O Ministério tem o poder de decidir quando uma localidade pode alcançar o status de município ( ou cidade ). O Ministério atenderá as alegações dos residentes que, pese alcançar os requisitos administrativos, podem desejar manter-se como conselho local ou tornar-se parte de um conselho regional.